# كاويت
كاويت ، هي ملكة مصرية قديمة غير حاكمة أو زوجة ملك من عهد الأسرة الحادية عشرة ، و قد كانت زوجة ثانوية للملك منتوحتب الثاني.

## حياتها
تم العثور على قبرها (DBXI.9) و مصلى صغير مزخرف في مجمع معبد الدير البحري، خلف المبنى الرئيسي لمعبد زوجها، بالإضافة إلى مقابر خمس سيدات أخريات، عاشيت و هنهنت و كمسيت و ساده و ماييت. و هي و ثلاث نساء أخريات من الخمسة تحملن ألقاب الملكات، و كان معظمهن كاهنات للإلهة حتحور، لذلك فمن الممكن أن دفنهن هناك كان جزءاً من عبادة هذه الإلهة، و لكن من الممكن أيضا أن تكون بنات لبعض النبلاء و أراد الملك أن يراقب مقابرهن و يحميهن.
تابوتها الحجري الآن في المتحف المصري بالقاهرة (تحت ترقيم: JE 47397). و تصور عليه الملكة بشعر قصير، جالسةً على كرسي، و إحدى الخادمات تقوم بترتيب شعرها ، في حين أن أحد السقاة يسكب لها مشروباً.
و على تابوتها الألقاب الوحيدة الموجودة لها هي كاهنة الإلهة حتحور و حلية الملك ، و تظهر ألقابها الملكية فقط في محراب أو مصلى أو مزارها المخصص للصلاة لها و تقديم القرابين. و أيضا في قبرها وجدت ستة تماثيل شمع مصغرة تصور كاويت في توابيت خشبية صغيرة، وهذه قد تكون الشكل المبكر من الأوشابتي.
كما تم تصوير الملكة على النقوش في المعبد الجنائزي لزوجها منتوحتب الثاني. و هذه الصور اليوم تضررت بشكل كبير، و لكن يبدو أنها مثلت في مشهد يظهر فيه صف من النساء الملكيات. و على الشظايا المحفوظة تظهر قبل الملكة كمسيت. و لقبها في الصورة هو زوجة الملك و حبيبته.

## ألقابها
- زوجة الملك و حبيبته.
- حلية الملك (مزينة الملك).
- حلية الملك الوحيدة (مزينة الملك الوحيدة).
- كاهنة حتحور.[3]